# Hetty Green
Henrietta "Hetty" Howland Robinson, mais conhecida como Hetty Green (New Bedford, 21 de novembro de 1834 - Nova Iorque, 3 de julho de 1916) apelidada de "Bruxa de Wall Street", foi uma empresária e financista americana conhecida como "a mulher mais rica da América" durante a Era Dourada. Conhecida tanto por sua riqueza quanto por sua avareza, ela foi uma mulher a acumular uma fortuna como investidora quando outros grandes investidores eram homens.

## Nascimento e primeiros anos
Henrietta "Hetty" Howland Robinson nasceu em 1834 em New Bedford, Massachusetts, filha de Edward Mott Robinson e Abby Robinson, sua família era rica há quatro gerações. Seus familiares eram quakers que possuíam uma grande frota baleeira e também lucravam com o comércio da China. Ela tinha um irmão mais novo que morreu quando criança. Na idade de dois anos, Hetty estava morando com seu avô, Gideon Howland.
Por causa de sua influência e de seu pai, e possivelmente porque sua mãe estava constantemente doente, ela se mantinha perto de seu pai e lia documentos financeiros para ele com a idade de seis anos. Quando ela tinha 13 anos, se tornou a contadora da família. Aos 16 anos, ela se matriculou na Eliza Wing School, e continuou os estudos até a idade de 19 anos.
Sua mãe Abby Robinson morreu em 1860, deixando para Hetty US$ 8.000. Logo após a morte de sua mãe, uma tia legou à Hetty US$ 20.000. Edward Robinson morreu em 1865, deixando a Hetty aproximadamente US$ 5 milhões, que incluía um fundo fiduciário de US$ 4 milhões que gerava receita anual. Ela usou o dinheiro para investir em títulos de guerra da Guerra Civil.
A tia de Hetty, Sylvia Ann Howland, também morreu em 1865.  Depois que Hetty descobriu que Sylvia Howland quis a maioria de seus US $ 2   milhões de propriedades para caridade, Hetty contestou a validade da vontade no tribunal ao produzir um testamento anterior que deixou a propriedade inteira para Hetty, e incluiu uma cláusula invalidando quaisquer testamentos posteriores. O testamento foi contestado em tribunal e o caso, Robinson v. Mandell, que é notável como um dos primeiros exemplos do uso forense da matemática, foi finalmente decidido contra Robinson depois que o tribunal decidiu que a cláusula invalidando as vontades futuras, e a assinatura de Sylvia para ela, eram falsificações.  Após cinco anos de batalhas legais, a Hetty recebeu um acordo de US$ 600.000.

## Casamento

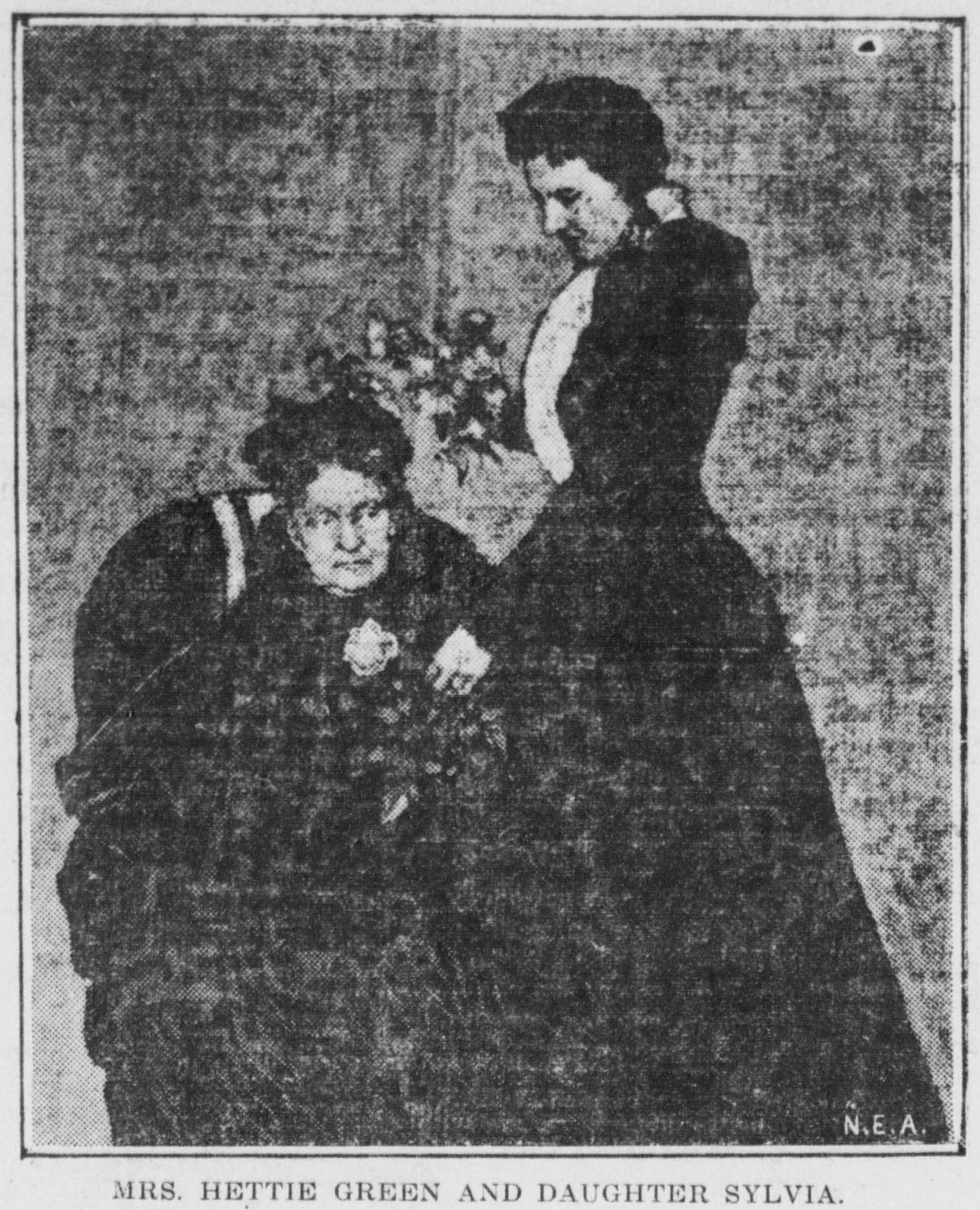
Hetty Green e sua filha Sylvia.

Em 11 de julho de 1867, aos 33 anos, Robinson se casou com Edward Henry Green, membro de uma rica família de Vermont. Ela o fez renunciar a todos os direitos ao seu dinheiro antes do casamento. O casal mudou-se para sua casa em Manhattan. Quando seus primos tentaram que ela fosse indiciada por falsificação baseada no Robinson v. Decisão de Mandell, o casal mudou-se para o exterior para Londres, onde moravam no Langham Hotel.  Seus dois filhos, Edward Howland Robinson Green e Harriet Sylvia Ann Howland Green Wilks (chamados Sylvia), nasceram em Londres: Ned em 23 de agosto de 1868 e Sylvia em 7 de janeiro de 1871.

## Carreira de investimento
Enquanto o marido de Green, Edward, buscava investimentos como uma espécie de "gentil banqueiro", Hetty Green começou a apostar suas heranças em sua própria fortuna. Ela criou uma estratégia de investimento para a qual permaneceu por toda a vida: investimentos conservadores, reservas substanciais em dinheiro para apoiar qualquer movimento e uma cabeça extremamente fria em meio a turbulências.  Durante seu tempo em Londres, a maior parte de seus esforços de investimento concentrou-se em notas verdes, as notas impressas pelo governo dos EUA imediatamente após a Guerra Civil. Quando os investidores mais tímidos foram cautelosos com as notas apresentadas pelo governo ainda em recuperação, Hetty Green comprou a todo o custo, alegando ter feito US$ 1,25   milhões de seus investimentos em títulos em um ano sozinho. Seus ganhos nessa frente eram para financiar suas grandes compras subsequentes de títulos ferroviários.
Quando a família Green retornou aos Estados Unidos, eles se estabeleceram na cidade natal de Edward, Bellows Falls, Vermont.  Já um tanto excêntrica, Hetty começou a brigar, não apenas com o marido e os sogros, mas também com os empregados domésticos e lojistas da vizinhança. Após o colapso de 1885 da casa financeira John J. Cisco & Son, na qual Hetty Green era a maior investidora, a investigação revelou que Edward tinha sido o maior devedor da empresa. A administração da empresa usara sub-repticiamente a riqueza dela como base para seus empréstimos a Edward.
Enfatizando que suas finanças eram separadas, Hetty retirou seus títulos e depositou-os no Chemical Bank. Edward saiu de casa. Nos anos posteriores, eles teriam pelo menos uma reconciliação parcial. Hetty ajudou a cuidar de Edward nos anos que antecederam sua morte, em 19 de março de 1902, de doença cardíaca e nefrite crônica. Ele foi enterrado em Bellows Falls no cemitério da Igreja Immanuel.

## Reputação como avarenta

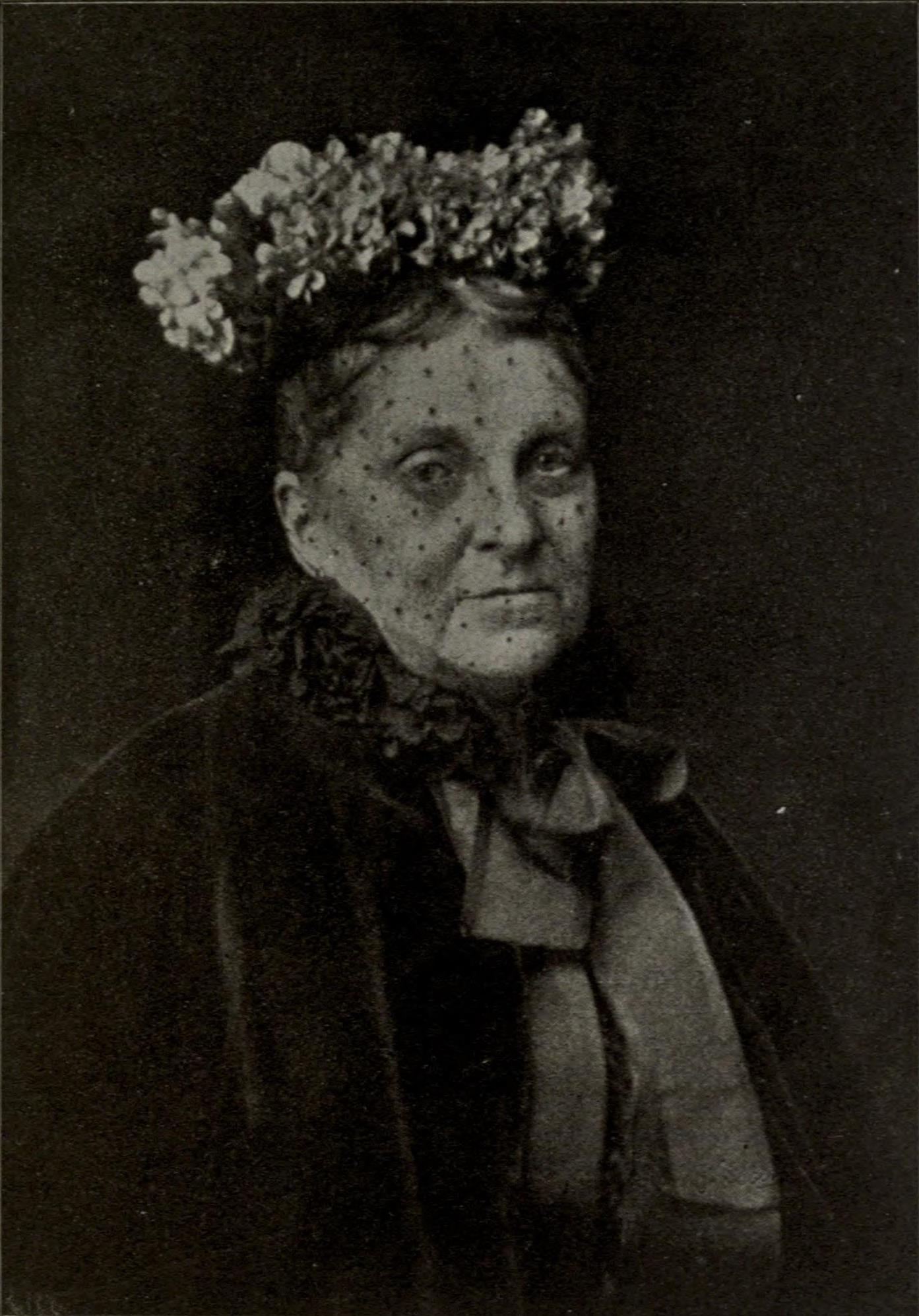
Hetty Green cerca de 1905

A mesquinhez de Green era lendária. Ela dizia para nunca  usar água quente. Ela usava um velho vestido preto e roupas de baixo que só trocava depois de desgastados, não lavava as mãos e andava em uma carruagem velha. Ela comeu principalmente tortas que custavam quinze centavos. Uma história afirma que Green passou meia noite procurando dois centavos perdidos em uma carruagem. Outra história afirma que instruiu sua lavadeira a lavar apenas as partes mais sujas de seus vestidos (as bainhas) para economizar dinheiro em sabão. Sua bolsa surrada estava cheia de biscoitos baratos para que não precisasse comprar uma refeição em um restaurante se estivesse com fome.
Hetty conduzia boa parte de seus negócios nos escritórios do Seaboard National Bank, em Nova York, cercado de malas cheias de documentos; ela não queria pagar aluguel por seu próprio escritório. Mais tarde, rumores infundados alegaram que ela comeu apenas farinha de aveia, aquecida no radiador do escritório. Possivelmente por causa da competição acirrada do ambiente de negócios predominantemente masculino e em parte por causa de seu vestido geralmente duro (devido principalmente à frugalidade, mas talvez em parte relacionado à sua educação Quaker), ela recebeu o apelido de "A Feiticeira de Wall Street".
Ela era uma empresária de sucesso que lidava principalmente com imóveis, investia em ferrovias e minas e emprestava dinheiro enquanto adquiria numerosas hipotecas. A cidade de Nova York veio a Green para pedir empréstimos para manter a cidade em ordem em várias ocasiões, particularmente durante o pânico de 1907; ela assinou um cheque de US$ 1,1 milhão e recebeu seu pagamento em títulos de receita de curto prazo. Profundamente detalhista, viajaria milhares de quilômetros sozinha - numa época em que poucas mulheres ousariam viajar sem escolta - para cobrar uma dívida de algumas centenas de dólares.
Sua frugalidade se estendia à vida familiar. Quando seu filho Ned quebrou a perna quando criança, Hetty tentou que ele fosse internado em uma clínica gratuita para pobres. Relatos míticos dizem que ela foi expulsa depois de ser reconhecida; seu biógrafo, Slack, diz que pagou sua conta e levou seu filho para outros médicos. Sua perna não cicatrizou adequadamente e, após anos de tratamento, teve que ser amputada.

## Últimos Anos
Quando jovem, Ned se afastou de sua mãe para administrar as propriedades da família em Chicago e, mais tarde, no Texas. Na meia idade, ele retornou a Nova York; sua mãe viveu seus últimos meses com ele.
A filha de Green, Sylvia, viveu com a mãe até os 30 anos. Hetty Green desaprovou todos os pretendentes de sua filha, suspeitando que eles estavam atrás de sua fortuna. Sylvia finalmente se casou com Matthew Astor Wilks em 23 de fevereiro de 1909, após um namoro de dois anos.  Herdeiro menor da fortuna Astor, Wilks entrou no casamento com US $ 2 milhões, o suficiente para garantir a Green que ele não era um oportunista. No entanto, ela o obrigou a assinar um acordo pré - nupcial, renunciando ao seu direito de herdar a fortuna de Sylvia.
Quando seus filhos crescidos saíram de casa, Hetty mudou várias vezes entre pequenos apartamentos em Brooklyn Heights e Hoboken, New Jersey principalmente para evitar o estabelecimento de uma residência permanente o suficiente para atrair a atenção das autoridades fiscais em qualquer estado. Na sua velhice, ela desenvolveu uma hérnia, mas se recusou a fazer uma cirurgia porque custava US$ 150. Ela sofreu muitos derrames e teve que passar a usar de uma cadeira de rodas.

## Morte
Em 3 de julho de 1916, Hetty Green morreu aos 81 anos na casa de seu filho em Nova York. O New York Times relatou que ela sofreu uma série de derrames que levaram à sua morte.
As estimativas de seu patrimônio líquido variaram entre US$ 100 milhões e US$ 200 milhões (equivalente a US$ 2,3 a US$ 4,6 em 2019), tornando-a indiscutivelmente a mulher mais rica do mundo na época.  Ela foi enterrada em Bellows Falls, Vermont, ao lado de seu marido. Ela havia se convertido em idade madura à sua fé episcopal para poder ser enterrada com ele.
Seus dois filhos dividiram sua propriedade. Eles desfrutaram da sua riqueza mais do que ela própria. Ambos passaram notavelmente pela Grande Depressão relativamente ilesos seguindo a filosofia conservadora de Hetty, apoiada por substanciais reservas de caixa. Ned era um colecionador talentoso com interesses em tudo, desde corridas de automóveis até ciência e horticultura.  Após sua morte, sua irmã Sylvia, como herdeira, doou sua propriedade em Round Hill, Massachusetts, em 1948, ao Instituto de Tecnologia de Massachusetts (MIT), que usou a propriedade para certos experimentos, incluindo um protótipo de destruidor de átomos. Eles usaram seus poderosos transmissores de rádio WMAF para manter contato com a expedição antártica de Richard E. Byrd, de 1928 a 1930.
Sylvia morreu em 1951, deixando cerca de US$ 200   milhões e doando quase US $ 1.388.000 para 64 faculdades, igrejas, hospitais e outras instituições de caridade.  Ambos os filhos de Green foram enterrados perto de seus pais, em Bellows Falls.